# Goslings apalis
Goslings apalis (Apalis goslingi) is een zangvogel uit de familie Cisticolidae. Deze vogel is genoemd naar de Engelse ontdekkingsreiziger en zoöloog George Bennet Gosling (1872-1906).

## Verspreiding en leefgebied
Deze soort komt voor van Kameroen en Gabon tot noordoostelijk Congo-Kinshasa.

## Status
De grootte van de populatie is niet gekwantificeerd maar de soort wordt omschreven als schaars tot algemeen. Op de Rode lijst van de IUCN heeft deze soort de status niet bedreigd.